# Riccardia sprucei
Riccardia sprucei är en bladmossart som först beskrevs av Franz Stephani, och fick sitt nu gällande namn av Meenks et C.De Jong. Riccardia sprucei ingår i släktet flikbålmossor, och familjen Aneuraceae. Inga underarter finns listade i Catalogue of Life.